# هوکندروان
هوکندروان (نام علمی: Eutardigrada) نام یک رده از شاخه کندروتباران است.